# Joshua Milne Cheetham
Joshua Milne Cheetham (22 mai 1835 - 27 novembre 1902) est un juge de paix du Lancashire et un homme politique britannique. Il est membre du Parlement, représentant Oldham pour le parti libéral, au côté de John Tomlinson Hibbert, de 1892 à 1895.

## Biographie
Joshua Milne Cheetam nait le 22 mai 1835 à Shaw and Crompton, fils de James Cheetam et d'Alice Greenwood. Il est baptisé le 5 juillet de la même année à l'église méthodiste wesleyaniste de Shaw. Avant d'être élu au Parlement britannique, il occupe la fonction de juge de paix pour le Lancashire, ainsi que président d'une banque située à Oldham.
Il fait une première tentative politique lors des élections générales britanniques de 1886, sans succès. En 1892, il prend part aux élections générales britanniques de 1892 pour représenter le parti libéral dans le comté d'Oldham et est cette fois élu. Il est favorable au mouvement Home Rule et siège à la Chambre des députés jusqu'à la fin de son mandat. 
Il meurt d'une pneumonie dans sa maison de Eyford Park, en Gloucestershire, à l'âge de 67 ans.